# Le Chauffoir
Pour l'album de jazz, voir Hot House.
Le Chauffoir ou Hot House (The Hothouse) est une pièce de théâtre en deux actes du dramaturge britannique Harold Pinter, créée le 24 avril 1980 au Hampstead Theatre de Londres dans une mise en scène de l'auteur, puis en version française au théâtre de l'Atelier le 14 mars 1986 dans une mise en scène de Robert Dhéry et une adaptation d'Éric Kahane.

## Synopsis
L'intrigue se déroule dans une sorte d'institution, que le spectateur, tout au long de la pièce, aura du mal à identifier . Est-ce une maison de repos, un sanatorium, voire une prison? Difficile de le dire avec certitude. Mais leurs résidents, patients ou prisonniers, désignés anonymement par des numéros, sont bien encadrés. C'est cette petite hiérarchie que Pinter met en scène d'une manière jubilatoire. Le Directeur, Roote, garant de l'institution, dont il sent sourdement qu'elle risque de vaciller, et lui avec. Ses numéros deux et trois, Gibbs et Lush qui rivalisent d'ambition pour prendre sa place. Miss Cutts, opportuniste effrontée, aux amants multiples et tortionnaire de Lamb, victime consentante et propitiatoire. Tubb, l'intendant étrange, qui garde l’œil sur l'institution.
À la suite du décès suspect d'un patient, puis de la révélation de l'accouchement d'une autre, Roote missionne ses équipes pour enquêter sur ces faits intolérables. Mais plus l'intrigue avance, plus tout semble accuser le commanditaire lui-même...

## Distribution
Hampstead Theatre de Londres, 1980
- Derek Newark : Roote
- James Grant : Gibbs
- Roger Davidson : Lamb
- Angela Pleasence : Miss Cutts
- Robert East : Lush
- Michael Forrest : Tubb
- Edward de Souza : Lobb

Mise en scène : Harold Pinter
Décors : Eileen Diss
Costumes : Elizabeth Waller
Lumières : Gerry Jenkinson
Son : Dominic Muldowney
Théâtre de l'Atelier, 1986
- Michel Bouquet : Roote
- Yves Lambrecht : Gibbs
- Franck de Lapersonne : Lamb
- Anne Consigny : Miss Cutts
- Christian Pereira : Lush
- André Burton : Tubb
- Alain MacMoy : Lobb

Adaptation française : Éric Kahane
Mise en scène : Robert Dhéry
Décors, costumes et lumières : Bernard Daydé
Son : Hugues Le Bars